# Zapato de Oro

El trofeo dado a los ganadores del Zapato de Oro.

En fútbol, el Zapato de Oro (Neerlandés: Gouden Schoen, Francés: Soulier d'Or, Alemán: Goldener Schuh, Inglés: Belgian Golden Shoe) es un premio concedido cada año al mejor futbolista de la Jupiler League (Liga belga de fútbol) del año anterior, en la categoría masculina y femenina. El premio está patrocinado por el periódico belga Het Laatste Nieuws.

## Historia
Los votantes son una selección de la prensa especializada belga y personalidades futbolísticas, estos son invitados a votar al mejor jugador de la competición del final de la temporada anterior y del comienzo de la nueva por lo cual hay casos en los que un jugador premiado ha jugado en más de un equipo como es el caso de Philippe Albert en 1992 que jugó el comienzo del año en el Mechelen para fichar en verano por el Anderlecht.
El futbolista que más títulos ha conseguido ha sido Paul Van Himst, ganador en cuatro ocasiones. El primer extranjero en ganar el título fue el holandés Johan Boskamp en la temporada 1974-75 con el RWDM que ahora es un club desaparecido pero en aquellos años se había proclamado campeón de liga. El club que más veces ha tenido en sus filas a un ganador del Zapato de Oro es el Anderlecht que lo ha obtenido en 24 ocasiones.
A partir del 2016, el premio se entrega también a las mejores jugadoras del fútbol belga, siendo Tessa Wullaert la primera futbolista en recibir esta distinción.

## Palmarés (masculino)
| Año  | Ganador             | Club                  | País                            |
| ---- | ------------------- | --------------------- | ------------------------------- |
| 1954 | Henri Coppens       | Beerschot             | Bélgica                         |
| 1955 | Alfons Van Brandt   | Lierse                | Bélgica                         |
| 1956 | Victor Mees         | Antwerp               | Bélgica                         |
| 1957 | Armand Jurion       | Anderlecht            | Bélgica                         |
| 1958 | Roland Storme       | Gent                  | Bélgica                         |
| 1959 | Lucien Olieslagers  | Lierse                | Bélgica                         |
| 1960 | Paul Van Himst      | Anderlecht            | Bélgica                         |
| 1961 | Paul Van Himst      | Anderlecht            | Bélgica                         |
| 1962 | Armand Jurion       | Anderlecht            | Bélgica                         |
| 1963 | Jean Nicolay        | Standard              | Bélgica                         |
| 1964 | Wilfried Puis       | Anderlecht            | Bélgica                         |
| 1965 | Paul Van Himst      | Anderlecht            | Bélgica                         |
| 1966 | Wilfried Van Moer   | Antwerp               | Bélgica                         |
| 1967 | Fernand Boone       | Club Brugge           | Bélgica                         |
| 1968 | Odilon Polleunis    | Sint-Truiden          | Bélgica                         |
| 1969 | Wilfried Van Moer   | Standard              | Bélgica                         |
| 1970 | Wilfried Van Moer   | Standard              | Bélgica                         |
| 1971 | Erwin Van Den Daele | Club Brugge           | Bélgica                         |
| 1972 | Christian Piot      | Standard              | Bélgica                         |
| 1973 | Maurice Martens     | Racing White          | Bélgica                         |
| 1974 | Paul Van Himst      | Anderlecht            | Bélgica                         |
| 1975 | Johan Boskamp       | RWDM                  | Países Bajos                    |
| 1976 | Rob Rensenbrink     | Anderlecht            | Países Bajos                    |
| 1977 | Julien Cools        | Club Brugge           | Bélgica                         |
| 1978 | Jean-Marie Pfaff    | Beveren               | Bélgica                         |
| 1979 | Jean Janssens       | Beveren               | Bélgica                         |
| 1980 | Jan Ceulemans       | Club Brugge           | Bélgica                         |
| 1981 | Erwin Vandenbergh   | Lierse                | Bélgica                         |
| 1982 | Eric Gerets         | Standard              | Bélgica                         |
| 1983 | Franky Vercauteren  | Anderlecht            | Bélgica                         |
| 1984 | Vincenzo Scifo      | Anderlecht            | Bélgica                         |
| 1985 | Jan Ceulemans       | Club Brugge           | Bélgica                         |
| 1986 | Jan Ceulemans       | Club Brugge           | Bélgica                         |
| 1987 | Michel Preud'homme  | Mechelen              | Bélgica                         |
| 1988 | Leo Clijsters       | Mechelen              | Bélgica                         |
| 1989 | Michel Preud'homme  | Mechelen              | Bélgica                         |
| 1990 | Franky van der Elst | Club Brugge           | Bélgica                         |
| 1991 | Marc Degryse        | Anderlecht            | Bélgica                         |
| 1992 | Philippe Albert     | Mechelen y Anderlecht | Bélgica                         |
| 1993 | Pär Zetterberg      | Anderlecht            | Suecia                          |
| 1994 | Gilles De Bilde     | Aalst                 | Bélgica                         |
| 1995 | Paul Okon           | Club Brugge           | Australia                       |
| 1996 | Franky van der Elst | Club Brugge           | Bélgica                         |
| 1997 | Pär Zetterberg      | Anderlecht            | Suecia                          |
| 1998 | Branko Strupar      | Genk                  | Croacia                         |
| 1999 | Lorenzo Staelens    | Anderlecht            | Bélgica                         |
| 2000 | Jan Koller          | Anderlecht            | República Checa                 |
| 2001 | Wesley Sonck        | Genk                  | Bélgica                         |
| 2002 | Timmy Simons        | Club Brugge           | Bélgica                         |
| 2003 | Aruna Dindane       | Anderlecht            | Costa de Marfil                 |
| 2004 | Vincent Kompany     | Anderlecht            | Bélgica                         |
| 2005 | Sérgio Conceição    | Standard              | Portugal                        |
| 2006 | Mbark Boussoufa     | Gent y Anderlecht     | Marruecos                       |
| 2007 | Steven Defour       | Standard              | Bélgica                         |
| 2008 | Axel Witsel         | Standard              | Bélgica                         |
| 2009 | Milan Jovanović     | Standard              | Serbia                          |
| 2010 | Mbark Boussoufa     | Anderlecht            | Marruecos                       |
| 2011 | Matías Suárez       | Anderlecht            | Argentina                       |
| 2012 | Dieumerci Mbokani   | Anderlecht            | República Democrática del Congo |
| 2013 | Thorgan Hazard      | Zulte Waregem         | Bélgica                         |
| 2014 | Dennis Praet        | Anderlecht            | Bélgica                         |
| 2015 | Sven Kums           | Gent                  | Bélgica                         |
| 2016 | José Izquierdo      | Club Brugge           | Colombia                        |
| 2017 | Ruud Vormer         | Club Brugge           | Países Bajos                    |
| 2018 | Hans Vanaken        | Club Brugge           | Bélgica                         |
| 2019 | Hans Vanaken        | Club Brugge           | Bélgica                         |
| 2020 | Lior Refaelov       | Royal Antwerp         | Israel                          |
| 2021 | Paul Onuachu        | Genk                  | Nigeria                         |

## Palmarés (femenino)
| Año  | Ganador        | Club                           | País    |
| ---- | -------------- | ------------------------------ | ------- |
| 2016 | Tessa Wullaert | VfL Wolfsburgo                 | Bélgica |
| 2017 | Janice Cayman  | Montpellier HSC                | Bélgica |
| 2018 | Tessa Wullaert | VfL Wolfsburgo Manchester City | Bélgica |
| 2019 | Tessa Wullaert | Manchester City                | Bélgica |
| 2020 | Tine De Caigny | RSC Anderlecht                 | Bélgica |
| 2021 | Janice Cayman  | Olympique de Lyon              | Bélgica |

## Edición 2004
| Pos. | Nombre           | Puntos |
| ---- | ---------------- | ------ |
| 1    | Vincent Kompany  | 500    |
| 2    | Luigi Pieroni    | 104    |
| 3    | Mbo Mpenza       | 55     |
| 4    | Philippe Clement | 50     |
| 5    | Emile Mpenza     | 39     |
| 6    | Jonathan Blondel | 37     |
| 7    | Danny Verlinden  | 21     |
| 8    | Grégory Dufer    | 17     |
| 9    | Timmy Simons     | 14     |
| 10   | Gert Verheyen    | 11     |

## Edición 2005
| Pos. | Nombre                | Puntos |
| ---- | --------------------- | ------ |
| 1    | Sérgio Conceiçao      | 230    |
| 2    | Vincent Kompany       | 200    |
| 3    | Christian Wilhelmsson | 190    |
| 4    | Kevin Vandenbergh     | 67     |
| 5    | Karel Geraerts        | --     |
| 6    | Timmy Simons          | --     |
| 7    | Tomislav Butina       | --     |
| 8    | Jakson Coelho         | --     |
| 9    | Silvio Proto          | --     |
| 10   | Gert Verheyen         | --     |

## Edición 2006
| Pos. | Nombre          | Puntos |
| ---- | --------------- | ------ |
| 1    | Mbark Boussoufa | 283    |
| 2    | Mohammed Tchité | 201    |
| 3    | Nicolás Frutos  | 111    |
| 4    | Lucas Biglia    | 74     |
| 5    | Karel Geraerts  | 67     |
| 6    | Daniel Zítka    | 51     |
| 7    | Boško Balaban   | 49     |
| 8    | Logan Bailly    | 47     |
| 9    | Pär Zetterberg  | 46     |
| 10   | Tom Soetaers    | 46     |

## Edición 2007
| Pos. | Nombre             | Puntos |
| ---- | ------------------ | ------ |
| 1    | Steven Defour      | 283    |
| 2    | Ahmed Hassan       | 206    |
| 3    | Tom De Sutter      | 94     |
| 4    | Daniel Zítka       | 90     |
| 5    | Mohammed Tchité    | 74     |
| 6    | François Sterchele | 72     |
| 7    | Marouane Fellaini  | 62     |
| 8    | Stijn De Smet      | 61     |
| 9    | Milan Jovanović    | 51     |
| 10   | Stijn Stijnen      | 34     |